# Valeria Patriarca
Valeria Patriarca (Roma, 6 giugno 1997) è una surfista italiana.
Pratica le competizioni in categoria shortboard.
È stata Campionessa Italiana jr per 3 anni consecutivi ed ha partecipato ad un Programma televisivo su Italia 1 chiamato Italian Pro Surfer.

## Biografia
Valeria dopo 7 anni di nuoto, prova il surf per la prima volta a 13 anni nel 2010 ad un evento a Santa Severa dove conosce la sua mentore e amica Valentina D'azzeo. Prosegue nella sua carriera sportiva dove da subito comincia ad incontrare i suoi primi successi nelle gare nazionali juniores. 
Nel 2010, dopo soli pochi mesi di surf all'attivo, viene convocata dalla nazionale italiana per partecipare al primo Eurojunior della sua carriera dove riesce, nonostante il risultato, ad acquistare maggiore padronanza e sicurezza per le gare future.
Nel 2013 conquista per tre anni consecutivi il titolo di Campionessa Italiana jr con ben 8 vittorie consecutive (2013/14/15).
Grazie ai suoi risultati nazionali , viene convocata dalla nazionale italiana per altri due Eurosurf (2012-2014) dove chiude in quest'ultimo alle Azzorre con la conquista di un 9ºposto europeo. Diventa la prima atleta italiana femminile a conquistare una top 10 europea in questo evento.
Nel 2016 partecipa ad un programma televisivoandato in onda su Italia 1, che l'ha impegnata per oltre un mese in competizioni e riprese in Marocco, nonostante abbia contemporaneamente avuto in corso i suoi studi e la maturità.
Valeria continua a surfare e girare il mondo in attesta di altre competizioni.

## Competizioni
- Dal 2010 a oggi -
- Campionato italiano assoluto National Championship FISW Surf Game 2017 – Capo Mannu, Sardegna

categoria open short femminile – (4°)
- Partecipazione al talent show televisivo Italian Pro surfer (IPS), produzione Red Carpet,(2°)
- Quiksilver Versilia junior cup – Forte dei Marmi - (1ª tappa del campionato

italiano Fisurf Junior - categoria short femminile under 18 – 1ª classificata);
- Quiksilver Versilia junior cup – Viareggio – (2ª tappa del campionato italiano Fisurf

Junior - categoria short femminile under 18 – 1ª classificata);
- Sogno del mar - Fregene (3ª tappa del campionato italiano Fisurf Junior - categoria short femminile under 18 – 1ª classificata).
- IV Memorial Tommaso Forti - Point Break Fregene (2ª tappa del campionato

italiano Fisurf junior - categoria short femminile under 18 – 1ª classificata
- Sogno del Surf Contest (1ª tappa del campionato italiano Fisurf junior - categoria

short femminile under 18 – 1ª classificata
- Banzai surf Contest X Turan – (1ª tappa del Campionato italiano Fisurf open)

categoria short open femminile – 2ª classificata
- Magaggiari Surf Contest – (2ª tappa del Campionato italiano Fisurf open) categoria

short open femminile – 1ª classificata
- Surf Contest in Forte dei Marmi categoria short open femminile – 4ª classificata;
- Ostia KOGT 2012 categoria short femminile under 16 – 2ª classificata;
- Quiksilver Radical Wave Challege – Marina di San Nicola - 1ª classificata;
- Roxy Girls Surf festival – 1ª classificata;
- I tappa campionato italiano Junior – Point break Fregene – 4ª classificata;
- Viareggio KOGT 2011 categoria femminile under 16 – 1ª classificata;

## Competizioni estere
- Euro junior 2010 Nazionale Italiana - Portogallo categoria short girls

under 18 – 17ª classificata;
- Euro junior 2012 Nazionale Italiana - Francia Lacanau Ocean categoria short girls

under 18 – 17ª classificata;
- Euro junior 2014 Nazionale Italiana - Azzorre categoria short girls under 18

– 9ª classificata;
- Circuito spagnolo 4º Festival Escuela Cantabra de Surf - categoria open short

femminile 4ª classificata